# الساندرو سیبوکی
الساندرو سیبوکی (انگلیسی: Alessandro Cibocchi؛ زادهٔ ۱۸ سپتامبر ۱۹۸۲) بازیکن فوتبال اهل ایتالیا است.
از باشگاه‌هایی که در آن بازی کرده‌است می‌توان به باشگاه فوتبال تورینو، باشگاه فوتبال ترنانا، و باشگاه فوتبال سوئیندون تاون اشاره کرد.